# Họ Cá cháo lớn
Họ Cá cháo lớn (danh pháp khoa học: Megalopidae) là họ bao gồm 2 loài cá lớn sinh sống ven biển. Khi bơi trong các vùng nước thiếu oxy, cá cháo lớn có thể hít thở không khí từ mặt nước. Họ này chỉ có 2 loài trong một chi duy nhất là Megalops, một loài có nguồn gốc Đại Tây Dương, còn loài kia sinh sống trong khu vực Ấn Độ Dương-Thái Bình Dương, trong các vùng biển nhiệt đới và cận nhiệt đới nhưng đôi khi cũng di chuyển vào vùng nước lợ.
Danh pháp khoa học của chi và họ cá này có nguồn gốc từ tính từ trong tiếng Hy Lạp megalo nghĩa là 'lớn', và danh từ pous, nghĩa là 'chân'.

## Hình ảnh

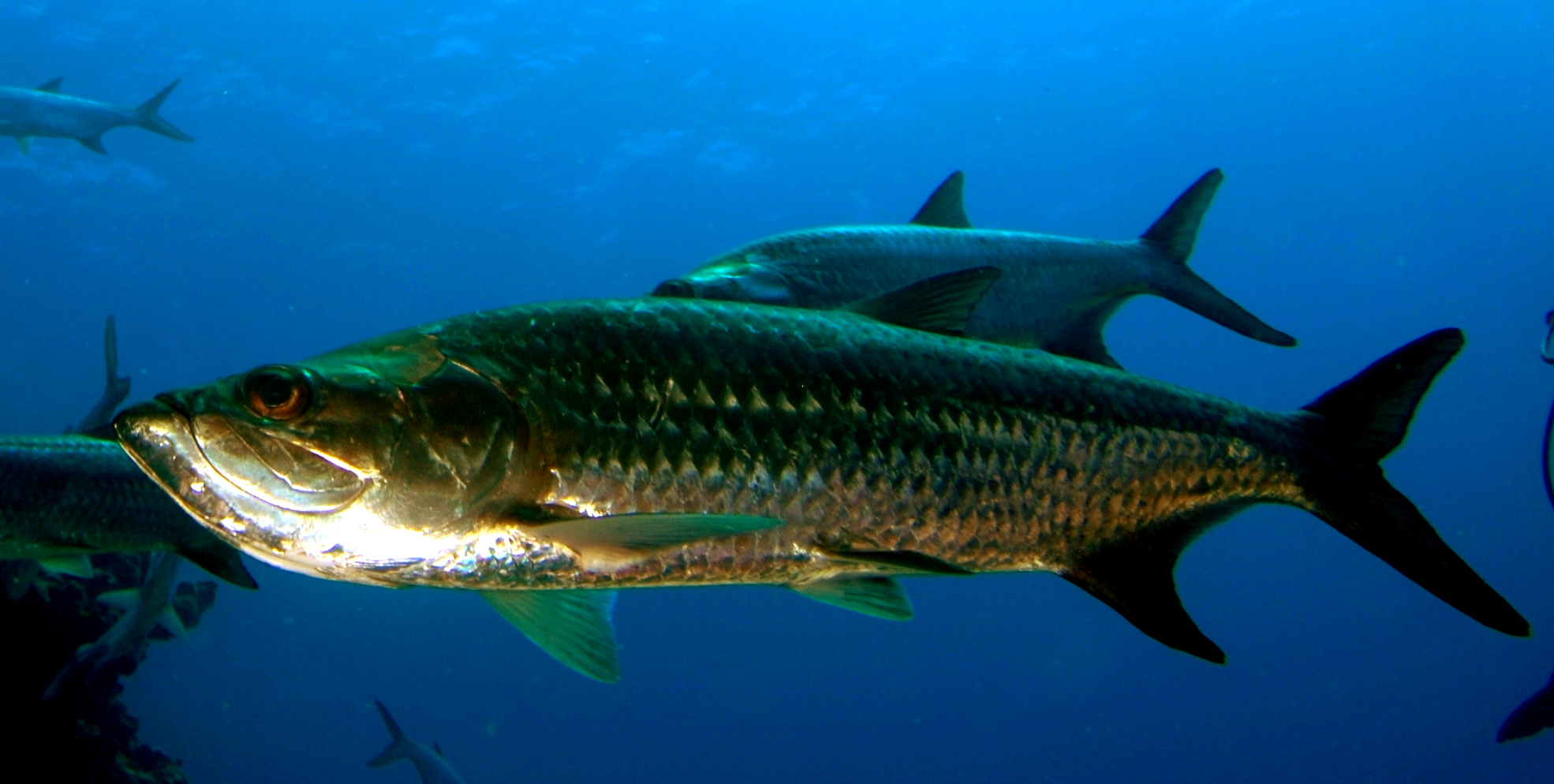
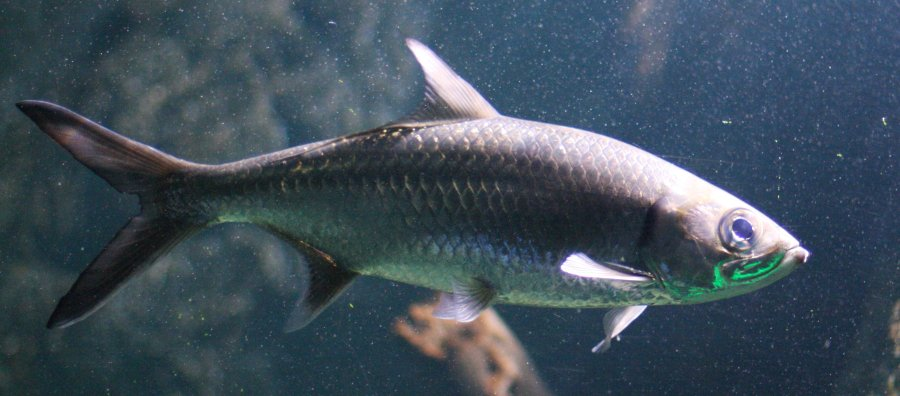
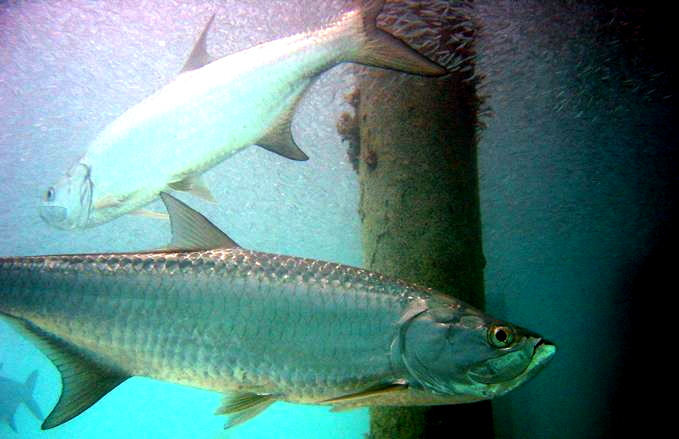

## Đặc điểm
Bề ngoài màu trắng bạc. Vây lưng duy nhất không có gai. Số lượng tia vây lưng: 13-21, tia vây lưng cuối cùng dạng sợi. Các vây ngực rất thấp. Vây hậu môn với 22-29 tia vây. Vây hông với 10-11 tia vây. Bong bóng nằm đối diện với hộp sọ, dài khoảng 2 cm. Cá bột trong mờ, đầu hẹp. 

## Các loài
- Megalops atlanticus, (đồng nghĩa: M. elongatus, Clupea gigantea, Tarpon atlanticus): Cá cháo lớn Đại Tây Dương, một loài cá chủ yếu phục vụ cho mục đích câu thể thao. Chúng có thể dài tới 2,44 m (8 ft) và đôi khi nặng tới 90 kg (200 pao).
- Megalops cyprinoides (đồng nghĩa M. curtifilis, M.filamentosus, M. indicus, M. kundinga, M. macrophthalmus, M. macropterus, M. oligolepis, M. setipinnis, Brisbania staigeri, Cyprinodon cundinga, Clupea cyprinoides, Clupea thrissoides): Cá cháo lớn, nhỏ hơn loài trên với chiều dài tối đa khoảng 1,5 m (5 ft) và nặnmg tối đa 18 kg (40 pao).